# Podohydnangium australe
Podohydnangium australe är en svampart som beskrevs av G.W. Beaton, Pegler & T.W.K. Young 1984. Podohydnangium australe ingår i släktet Podohydnangium och familjen Hydnangiaceae.   Inga underarter finns listade i Catalogue of Life.